# Geologia de Ceres

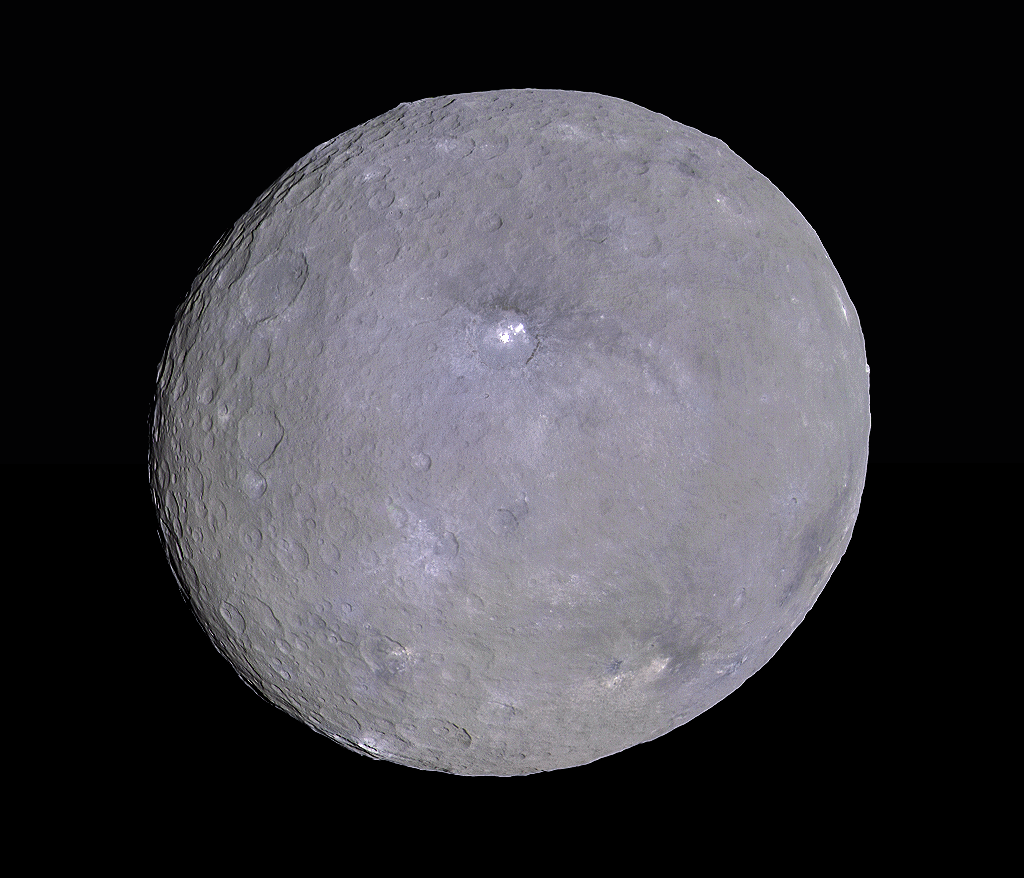
Visão da sonda espacial Dawn da Cratera Occator em Ceres com cores reais aproximadas, esta imagem foi tirada em 4 de maio de 2015.

A geologia de Ceres consiste no estudo das características da superfície, da crosta e do interior do planeta anão Ceres. A superfície de Ceres é semelhante às superfícies das luas de Saturno Réia e Tétis, e também das luas de Urano Umbriel e Oberon.
O espectro de Ceres é semelhante ao dos asteroides do tipo C. No entanto, como também possui características espectrais de carbonatos e minerais de argila, que geralmente estão ausentes nos espectros de outros asteróides do tipo C, Ceres às vezes é classificado como um asteroide do tipo G.
A superfície de Ceres tem um albedo de 0,09, o que é bastante escuro em comparação com as luas do Sistema Solar exterior. Isso pode ser resultado da temperatura relativamente alta da superfície de Ceres. A temperatura máxima, em lugares com incidência do Sol, foi estimada a partir de medições em 235 K (−38 °C; −37 °F) em 5 de maio de 1991. No vácuo, o gelo é instável a esta temperatura. O material deixado para trás pela sublimação do gelo da superfície poderia explicar a superfície escura de Ceres em comparação com as luas geladas do Sistema Solar exterior.

## Estrutura interna

Diagrama mostrando uma possível estrutura interna de Ceres

O achatamento de Ceres é consistente com um corpo diferenciado, um núcleo rochoso recoberto por um manto gelado. 
Este manto de 100 quilômetros de espessura (23%-28% de Ceres em massa; 50% em volume) contém até 200 milhões de quilômetros cúbicos de água, o que seria mais do que a quantidade de água doce na Terra.  Além disso, algumas características de sua superfície e história (como sua distância do Sol, que enfraqueceu a radiação solar o suficiente para permitir que alguns componentes de ponto de congelamento bastante baixo fossem incorporados durante sua formação), apontam para a presença de materiais voláteis no interior de Ceres.
Tem sido sugerido que uma camada remanescente de água líquida (ou oceano lamacento) pode ter sobrevivido até o presente sob uma camada de gelo. Medidas feitas pela Dawn confirmam que Ceres é parcialmente diferenciado e tem uma forma em equilíbrio hidrostático, o menor corpo de equilíbrio conhecido.

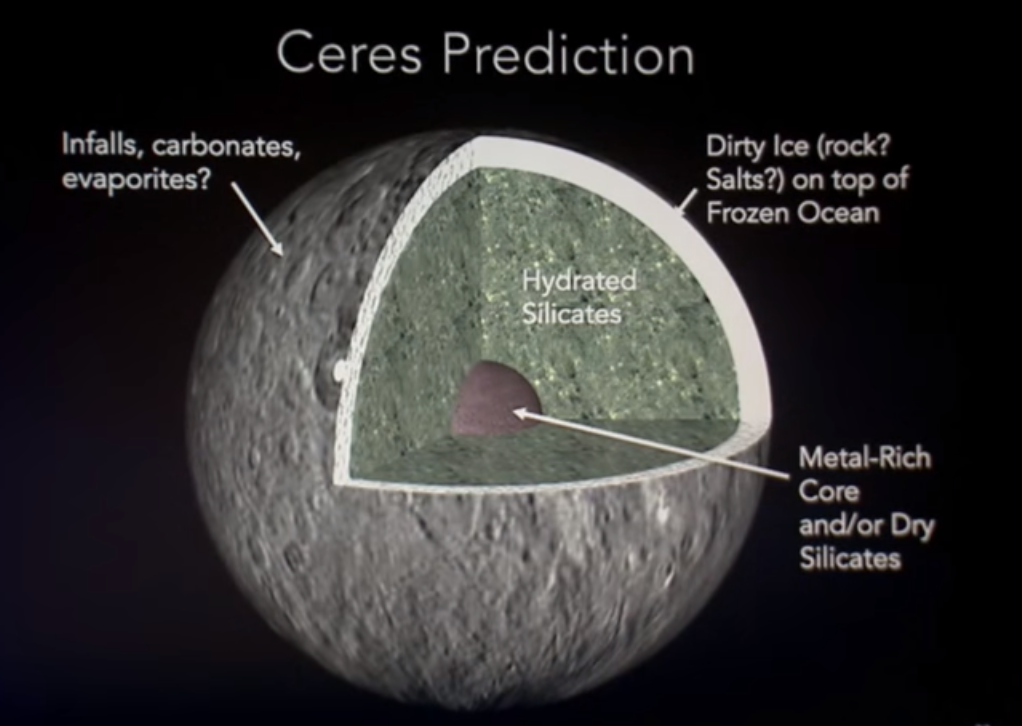
Estrutura interna de Ceres.

## Orientação
Ceres tem uma inclinação axial de cerca de 4°, uma pequena parte de seu polo atualmente não é observável pela sonda Dawn. Ceres gira uma vez a cada 9 horas e 4 minutos em uma direção oeste-leste progressiva.
As crateras exibem uma ampla gama de aparências, não apenas em tamanho, mas também em quão nítidas e frescas ou quão macias e envelhecidas elas parecem. Um grande número de crateras de Ceres tem poços centrais e muitos têm picos centrais. O pico central é como um instantâneo, preservando um momento violento na formação da cratera. Ao correlacionar a presença ou ausência de picos centrais com os tamanhos das crateras, os cientistas podem inferir propriedades da crosta de Ceres, como quão forte ela é. Em vez de um pico no centro, algumas crateras contêm grandes poços, depressões que podem ser resultado de gases escapando após o impacto.
A superfície de Ceres possui um grande número de crateras com baixo-relevo, indicando que se encontram sobre uma superfície relativamente macia, provavelmente de gelo de água. A cratera Kerwan é de relevo extremamente baixo, com diâmetro de 283,88 quilômetros, lembrando as grandes crateras planas de Tétis e Jápeto. É distintamente raso para seu tamanho e não possui um pico central, que pode ter sido destruído por uma cratera de 15 quilômetros de largura no centro. A cratera provavelmente é antiga em relação ao resto da superfície de Ceres, porque é sobreposta por quase todas as outras características da área.

## Fáculas
Várias características brilhantes da superfície foram descobertas no planeta anão Ceres pela sonda Dawn em 2015. O ponto mais brilhante está localizado no meio da cratera Occator e é chamado de "ponto brilhante 5". 130 áreas brilhantes foram descobertas em Ceres, que se acredita serem argilas ricas em sal ou amônia.
Os cientistas relataram que os pontos brilhantes em Ceres podem estar relacionados a um tipo de sal em 9 de dezembro de 2015, particularmente uma forma de salmoura contendo sulfato hidratado de magnésio (hexaidrita) (MgSO 4 ·6H 2 O); as manchas também foram associadas a argilas ricas em amônia.

## Cânions

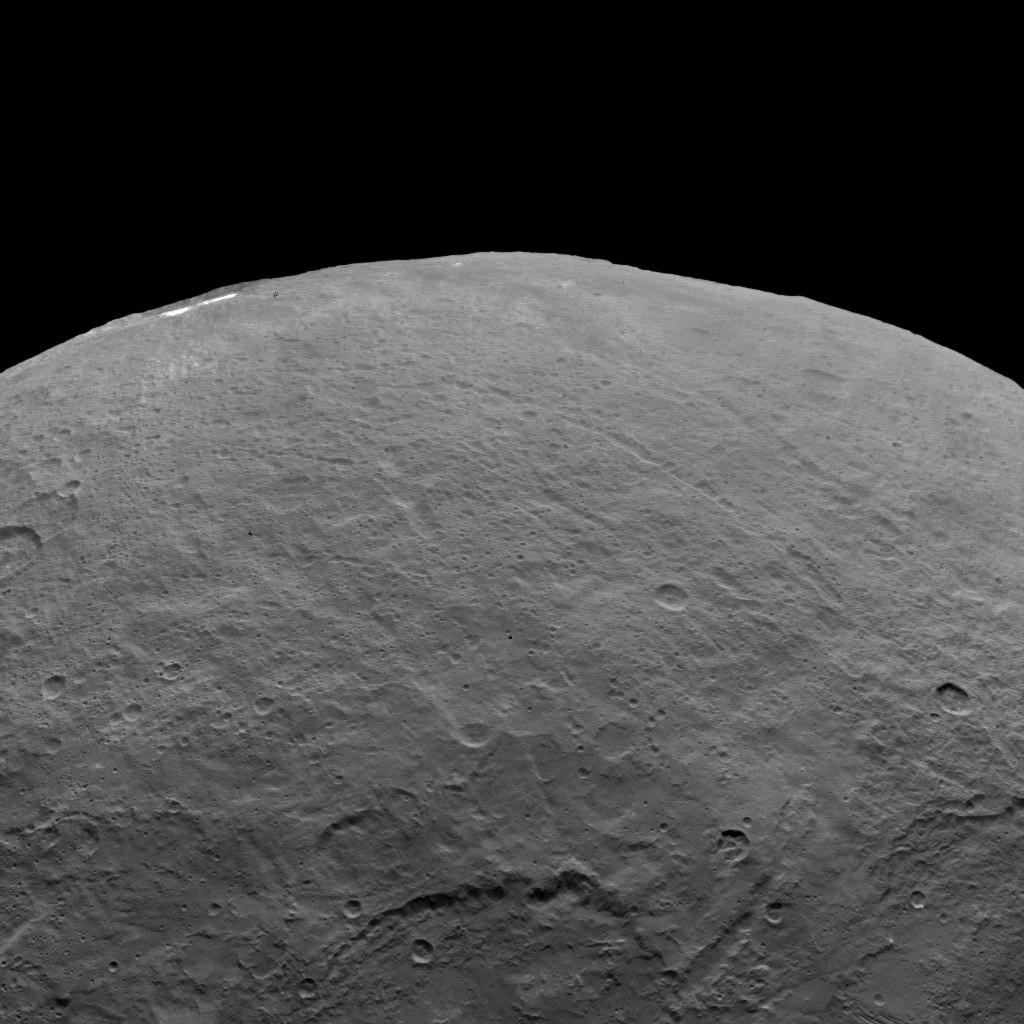
Vários cânions longos são evidentes nesta vista. A grande cratera que se estende da parte inferior da imagem está no centro da imagem acima. Observe também os pontos brilhantes, apenas visíveis no membro superior esquerdo. A primeira foto acima mostra-os por cima.

Muitos desfiladeiros longos, retos ou suavemente curvados foram encontrados por Dawn. Os geólogos ainda precisam determinar como eles se formaram, e é provável que vários mecanismos diferentes sejam responsáveis. Alguns deles podem vir a ser o resultado da crosta de Ceres encolhendo à medida que o calor e outras energias acumuladas durante a formação gradualmente irradiam para o espaço. Quando o gigante esfriou lentamente, as tensões poderiam ter fraturado o solo rochoso e gelado. Outros podem ter sido produzidos como parte da devastação quando uma rocha espacial caiu, rompendo o terreno.

## Montes

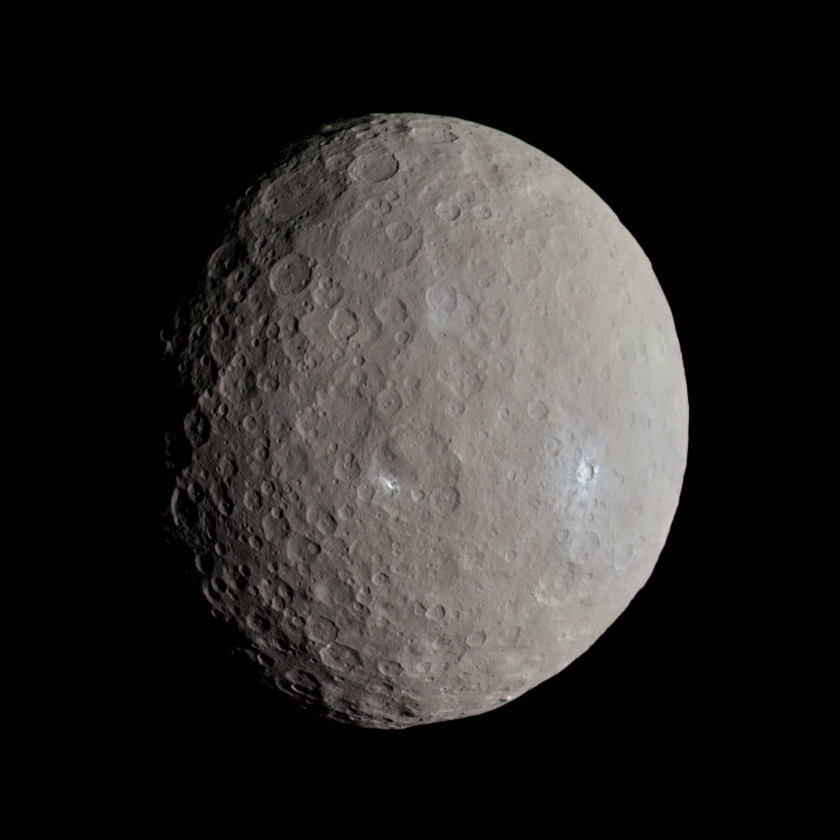
Imagem em cores reais de Ceres

O monte mais conhecido em Ceres é Ahuna Mons, um criovulcão cerca de 6 km de altura e 15 km de largura na base. Foi descoberto em imagens tiradas pela sonda Dawn em órbita ao redor de Ceres em 2015.
Listras brilhantes correm de cima para baixo em suas encostas; acredita-se que essas estrias sejam sal, semelhantes às mais conhecidas manchas brilhantes de Cererian. A baixa contagem de crateras em Ahuna Mons sugere que o criovulcão não pode ter mais de 200 milhões de anos, e, de fato, os modelos de relaxamento plástico do gelo na latitude de Ahuna Mons são consistentes com essa idade.
Existem vinte e dois montes identificados em Ceres. A maioria deles relaxou substancialmente ao longo do tempo, e foi somente após a modelagem das formas esperadas de criovulcões antigos que eles foram identificados. Foi calculado que Ceres calcula a média de um desses criovulcões a cada 50 milhões de anos.  Yamor Mons (anteriormente chamado Ysolo Mons), perto do Polo Norte, tem um diâmetro de 16 km e é o único outro Cererian com a forma de Ahuna Mons. Embora velho e maltratado, as temperaturas frias no polo preservaram a sua forma. Liberalia Mons está perto do equador e tem um diâmetro de 90 km.

## Galeria

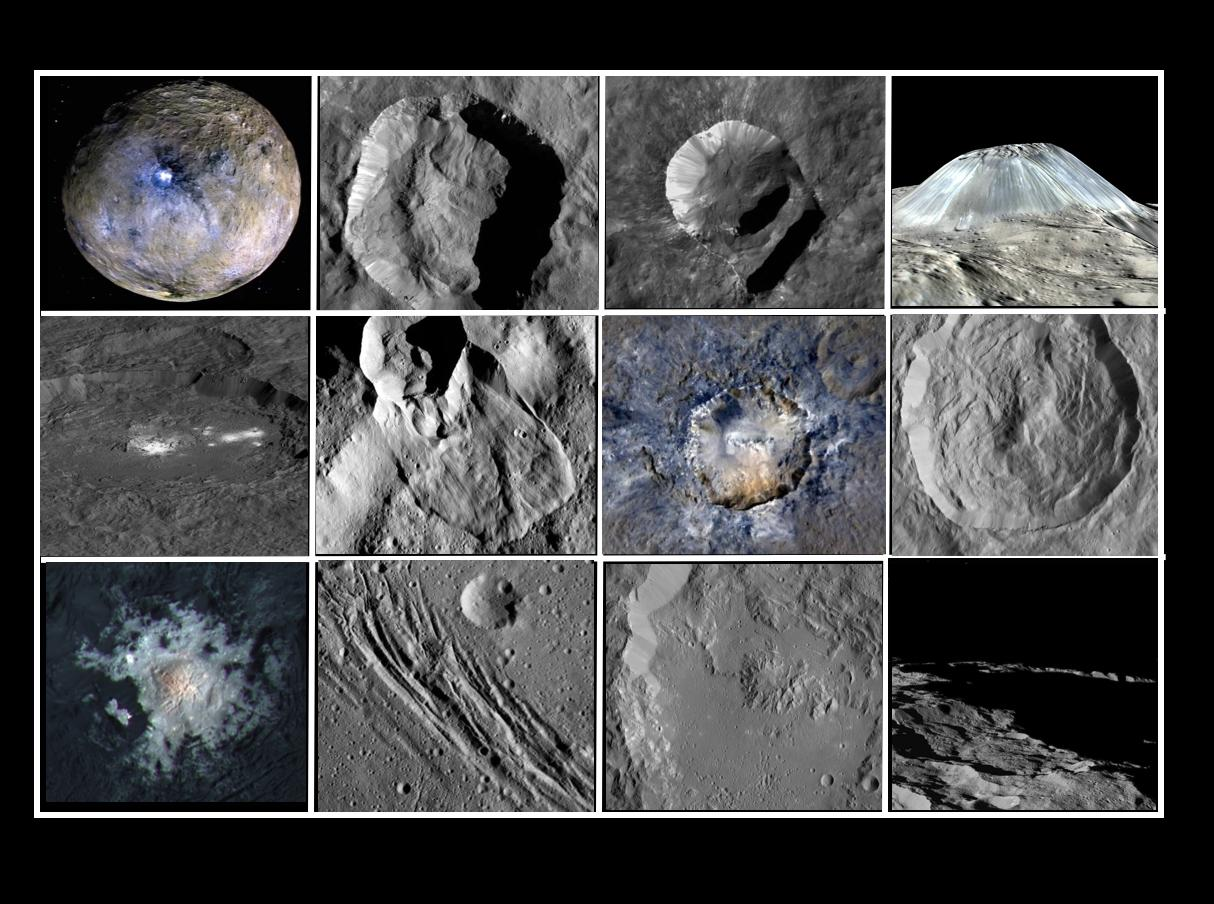
Notable geological features on Ceres

### Mapas

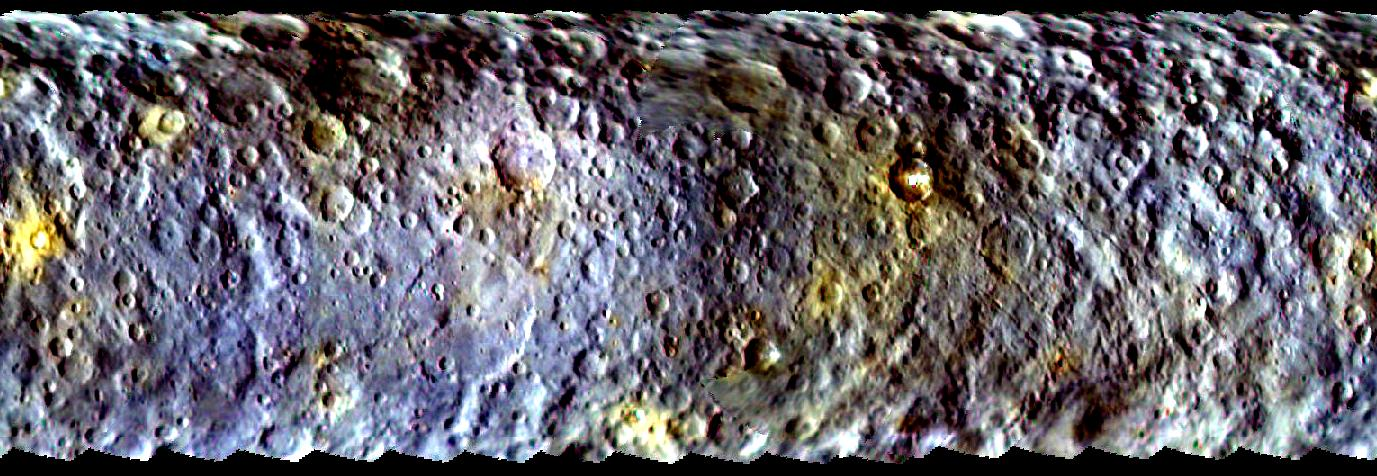
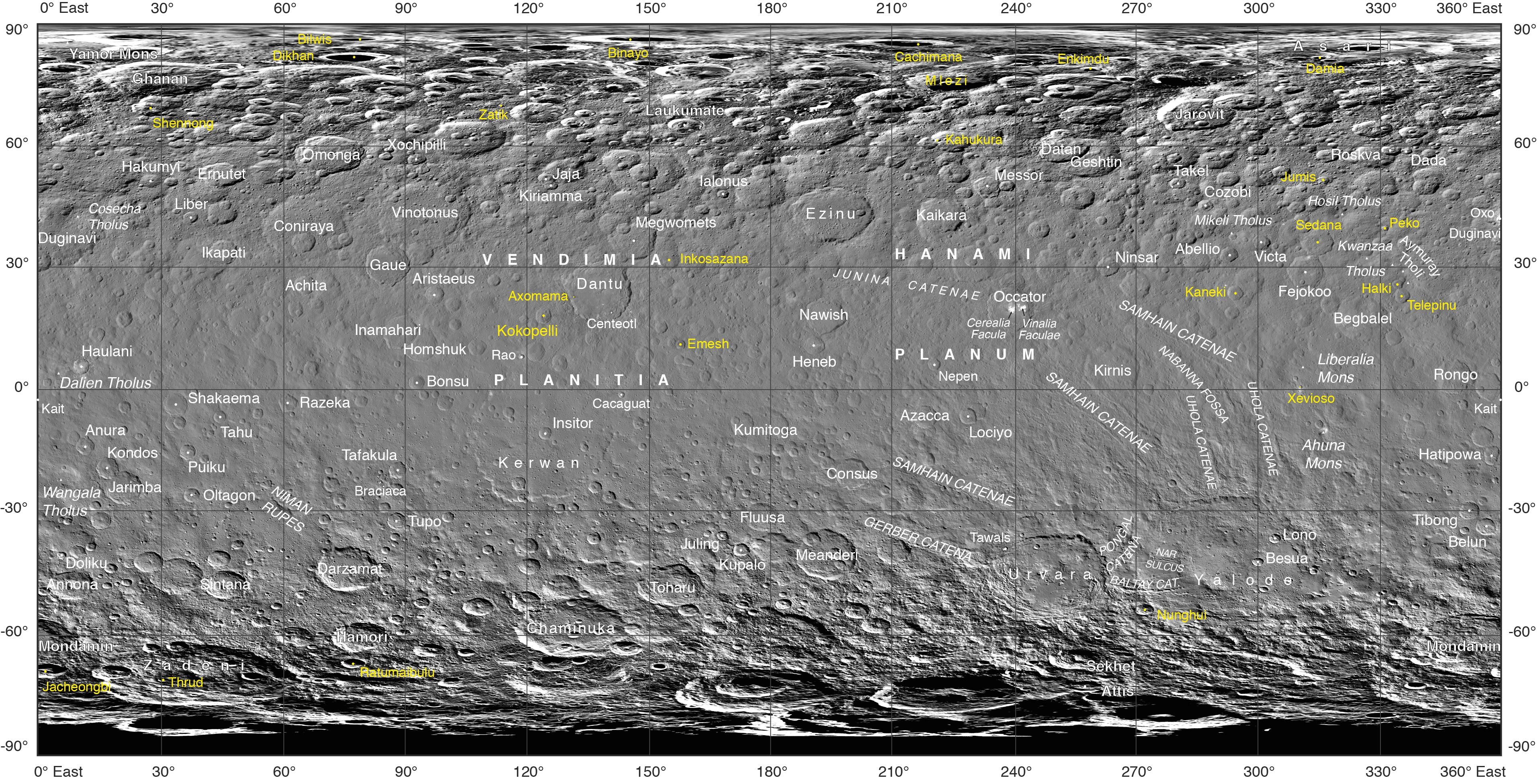
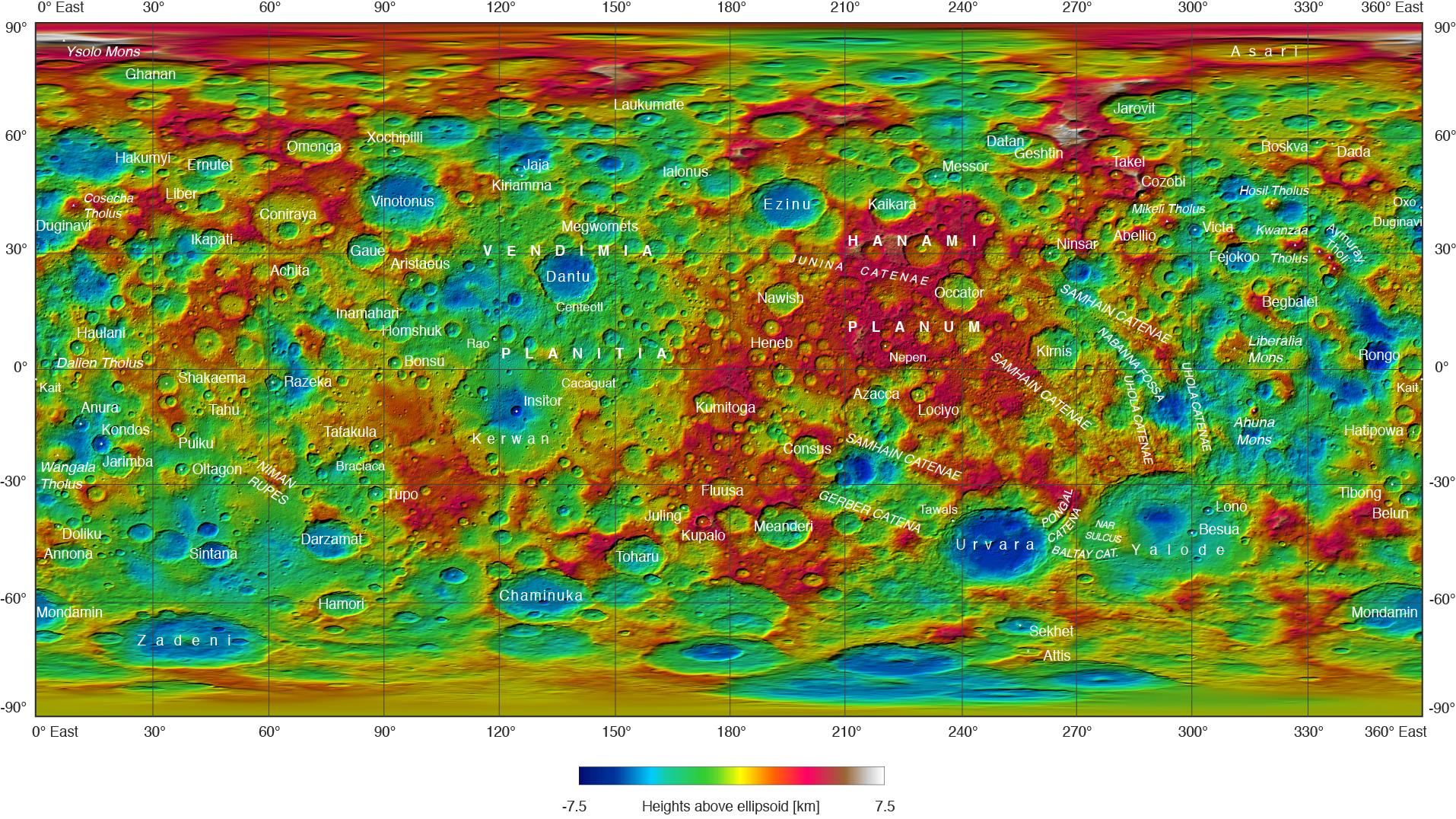
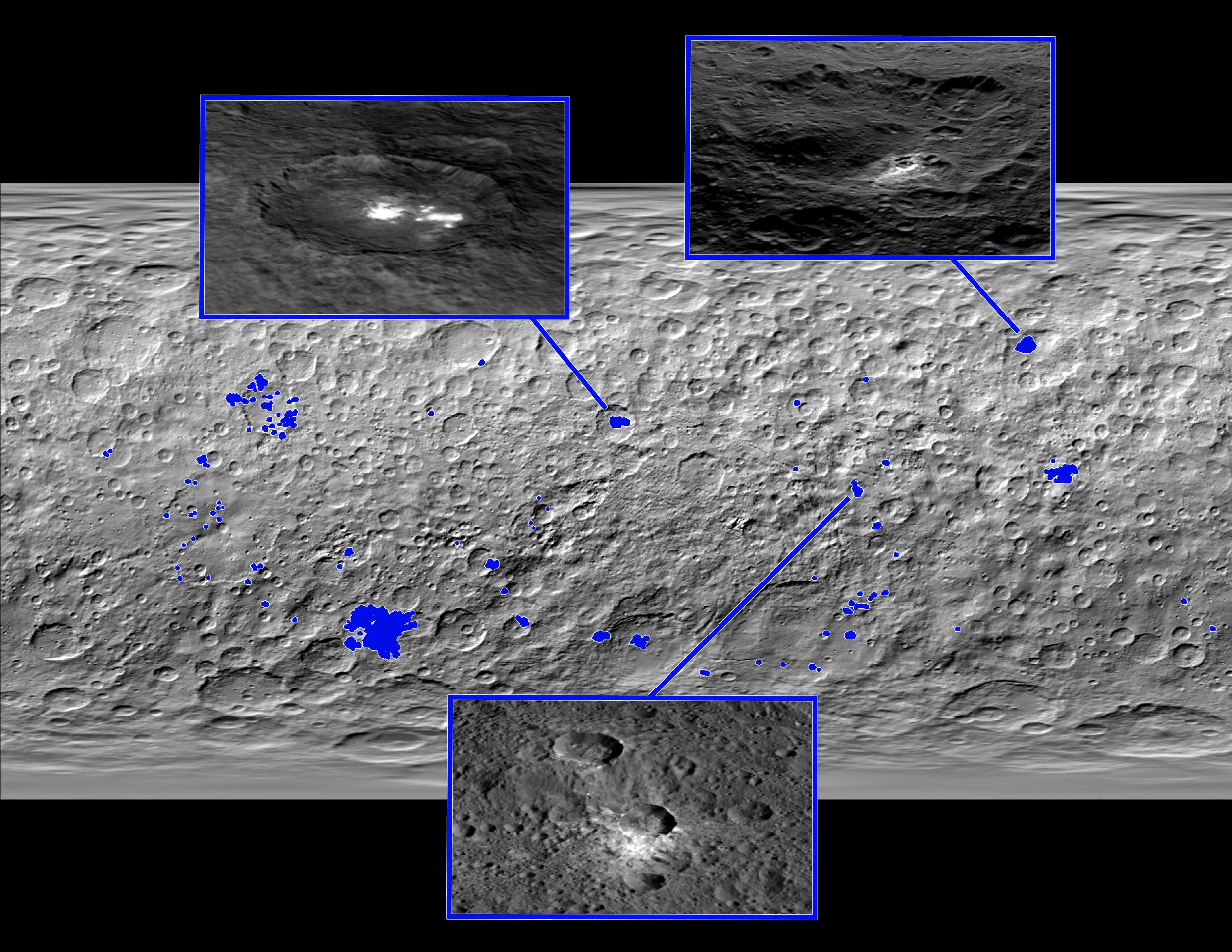
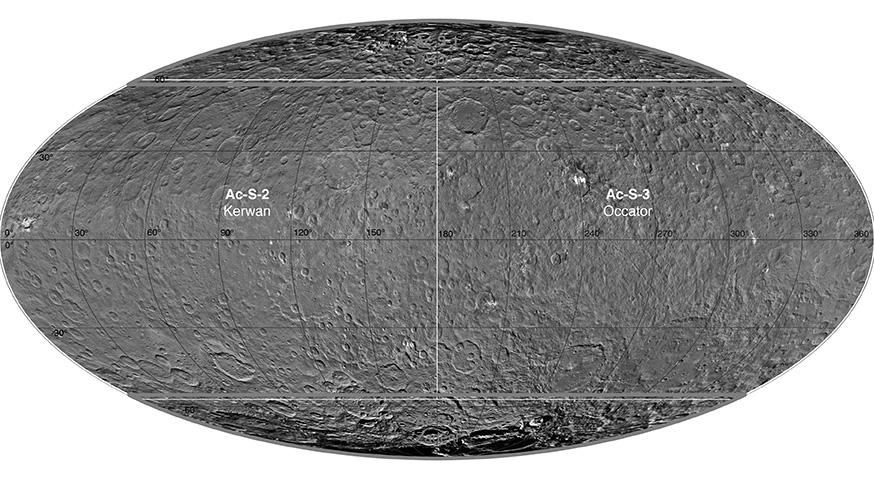
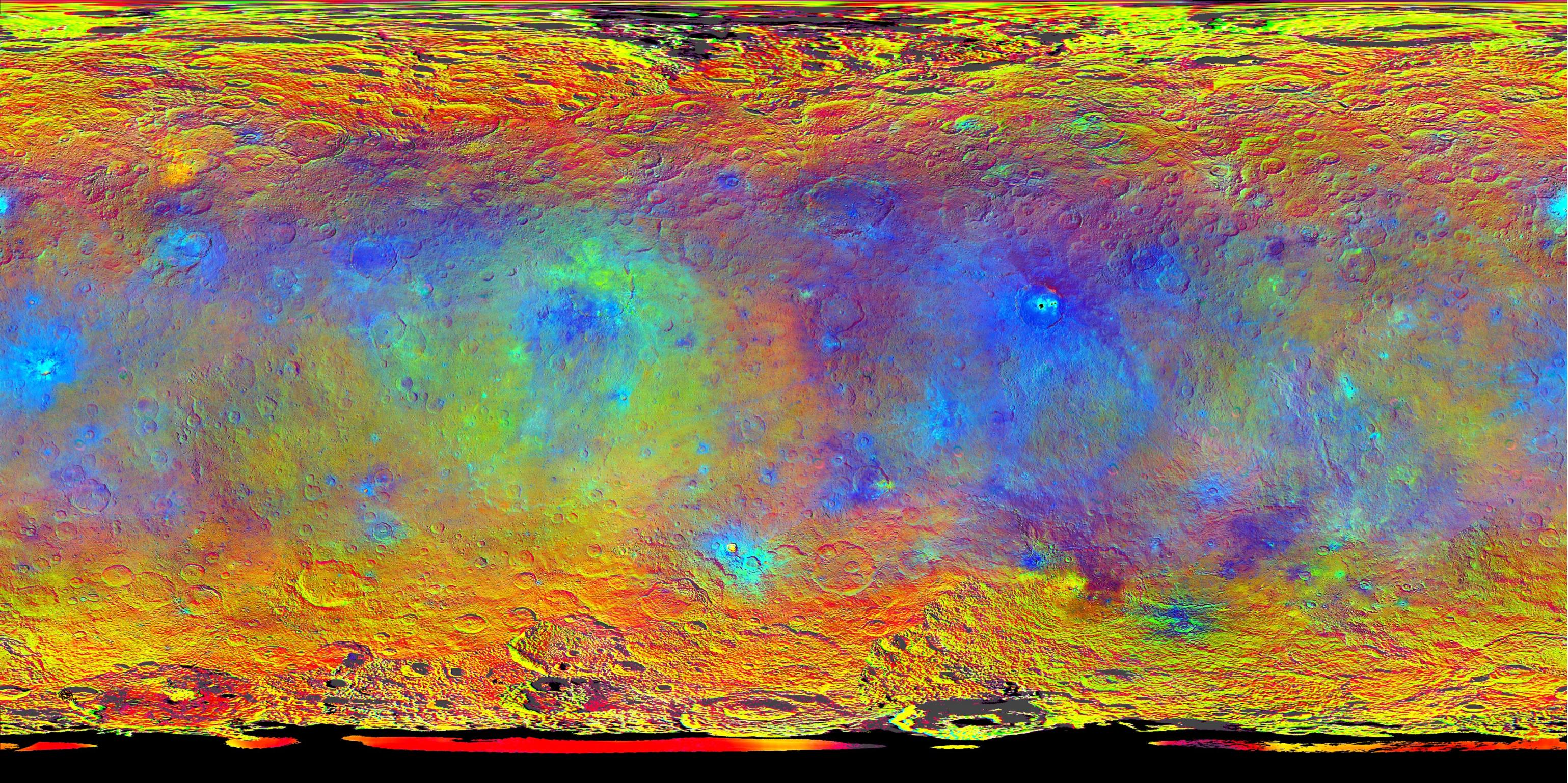
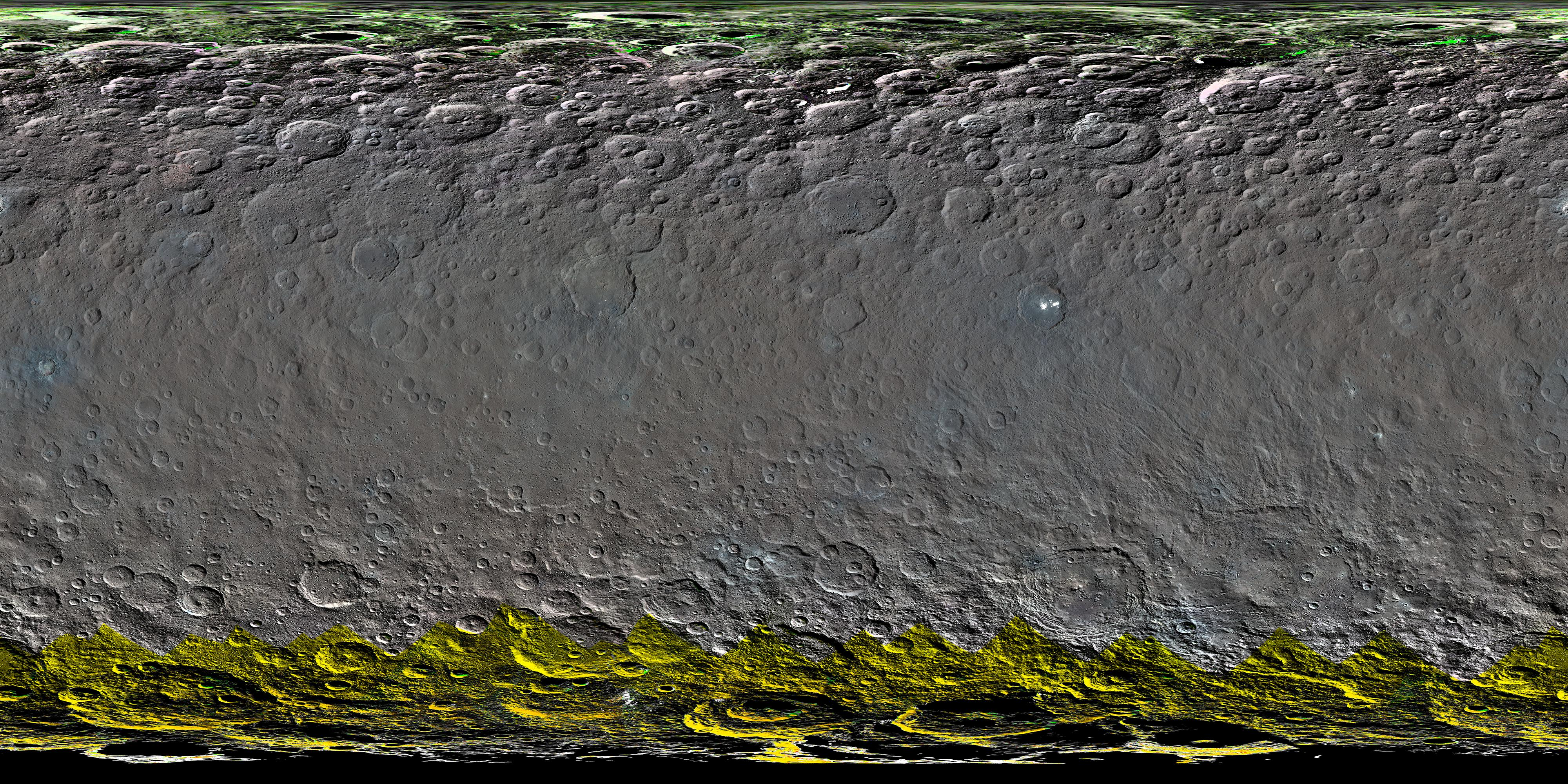